# Місто та Місто
«Місто та місто» (англ. «The City & the City») — це детективно-фантастичний роман англійського письменника Чайни М’євіля, який розповідає про масштабне розслідування вбивства у двох містах, які існують поруч (практично подекуди займаючи спільний простір) і громадянам кожного з яких заборонено в’їжджати в інше місто або визнавати його. Автором у романі поєднано дивну фантастику з поліцейськими процедурами детективної прози. Книгу було написано як подарунок для смертельно хворій матері М’євіля, яка була прихильницею останнього жанру. Роман вийшов у видавництві «Macmillan» 15 травня 2009 року.
Роман отримав численні нагороди — премію «Локус» за найкращий фентезійний роман, премію Артура Ч. Кларка, Всесвітню премію фентезі, премію Британської науково-фантастичної асоціації та премію "Кітчі у номінації «Червоний Тентакль» (англ. «Kitschies Red Tentacle»); 2010-го року отримав премію Х'юґо за найкращий роман і був номінований на премію «Неб'юла» та Меморіальну премію імені Джона В. Кемпбелла за найкращий науково-фантастичний роман . 

## Загальні обставини: географія, лінгвістика та правові засади устрою місцевостей та жителів у романі
Дія «Міста та міста» розгортається у вигаданих східноєвропейських містах-державах Бещель та Уль-Кома.
Точне місцезнаходження не є підтвердженим, але вони знаходяться поблизу моря, оскільки Бессель, як зазначається, розвинувся на «завитку берегової лінії» від «порту, що ховається за кілька кілометрів вгору по річці, щоб сховатися від піратів на березі».  Інші згадки в романі залишаються розпливчастими, але вказують на те, що міста розташовані на схід від Угорщини, на північ від Туреччини та в межах їзди від Варни та Бухареста, що свідчить про розташування на Балканах поблизу Чорного моря .
Ці два міста фактично займають майже один і той самий географічний простір, але через волю їхніх громадян (і загрозу таємної влади, відомої як «Проріха»), вони сприймаються як два різних міста. Мешканець одного міста повинен сумлінно «не бачити» (тобто свідомо стерти зі свого розуму або віддалити десь на задньому плані) мешканців, будівлі та події, що відбуваються в іншому місті – навіть якщо вони знаходяться на дюйм від нього. Цей поділ підкреслюється стилем одягу, архітектурою, ходою та манерою поведінки мешканців кожного міста. Мешканців міст з дитинства вчать розпізнавати речі, що належать іншому місту, навіть не бачучи їх. Ігнорування розлуки, навіть випадково, називається «зломом» – страшний злочин для жителів двох міст, навіть гірший за вбивство. Походження цієї дивної ситуації неясно, оскільки вона почалася в невизначений проміжок часу у минулому, можливо, ще до записів європейської історії.
З фізичної точки зору мало що відрізняє ці два міста, окрім незначних відмінностей в архітектурі, транспортних засобах і стилях одягу, які громадяни та гості навчені впізнавати. Ті, хто не знає про розділення, можуть, природно, розглядати два міста як одне ціле. Через це потрібна додаткова сила, щоб підтримувати поділ: ця організація відома як «Проріха». Коли відбувається «порушення» (тут використовується у значенні «порушення» бар’єру між двома містами), Порушення приходить, щоб подбати про це. Члени організації «Проріха» використовують свої повноваження, щоб взяти зловмисника в полон і притягнути його до невідомого покарання. «Зломники», як називають утворювачів проріх, зникають і більше їх ніколи не бачуть. До дітей і туристів, однак, ставляться більш м'яко: дітям можуть пробачити невелике порушення; якщо туристи порушують правила, їх депортують і назавжди забороняють в'їзд в обидва міста.
«Проріха» негайно усуває більшість порушень, але його можливості стеження не є абсолютними. Іноді необхідно спеціально посилатися на порушення, щоб розслідувати злочин, який здається явним випадком порушення, наприклад контрабандна операція, яка передбачає порушення з метою транспортування контрабандних товарів з одного міста в інше. Щоб ініціювати порушення, поліція має надати свої докази Комітету з нагляду, що складається з 42 членів, по 21 від кожного міста. Якщо надані докази є достатньо переконливими, Комітет проводить будь-яке інше розслідування справи, яке вважає за потрібне, щоб вирішити будь-які сумніви, які залишаються у його членів. Якщо розслідування дійде до задовільного висновку, що порушення мало місце, тоді і тільки тоді воно посилатиметься на порушення. Звернення до «Проріхи» є крайнім заходом, оскільки це чужа сила, надаючи повноваження якій, на думку деяких уповноважених мешканців, Бессель і Уль-Кома, відмовляються від свого суверенітету на свій страх і ризик.
Міста-побратими складаються із заштрихованих, змінних і загальних площ. Загальна площа повністю в одному місті, місті, в якому зараз проживає спостерігач. Альтер-зони повністю знаходяться в іншому місті, тому їх слід повністю уникати та ігнорувати. Між ними є зони штрихування . Це можуть бути вулиці, парки чи площі, де мешканці обох міст пересуваються поруч один з одним, хоча й «невидимі». Райони, які існують в обох містах, зазвичай мають різні назви в кожному. Існує також «Зал Копула» (англ. «Copula Hall»), «одна з небагатьох» будівель, які існують в обох містах під однаковою назвою. Замість того, щоб бути штрихованою, вона по суті функціонує як прикордонний перехідний пункт на межі між містами. Це єдиний спосіб, за допомогою якого можна легально та офіційно переїхати з одного міста в інше. Проходячи через прикордонний перехід, мандрівники географічно (або «гросстопно») потрапляють саме в те місце, звідки вони вирушили – тільки в інше місто.
Жителі міст розмовляють різними мовами, які використовують різні алфавіти. Besź пишеться грецьким алфавітом, схожим на кирилицю, тоді як іллітанська, мова Уль-Кома, написана латинським алфавітом. Проте слова Besź та Illitan мають спільний корінь і певну міру взаємно зрозумілі. Міста також мають різні релігії: державною релігією Беселя є Православна церква Бесселя, присутні також невеликі єврейська та мусульманська громади, тоді як Уль-Кома офіційно є світською, хоча інші релігії, окрім Храму Божественного Світла, стикаються з дискримінацією.

## Стислий зміст
Фабула роману – поліцейське розслідування. У Бещелі виявлено труп молодої жінки. Вона вбита незрозумілим способом, за неясними мотивами, і, як невдовзі з'ясувалося, не в Бещелі, а в Уль-Комі. Нитки ведуть і в злочинний світ обох міст, і в їхні політичні організації, і в наукове середовище, і в ділові кола, і врешті-решт далеко за межі подвійного міста. Інспектор бещельської поліції Тьядор Борлу з відділу боротьби зі злочинністю у вигаданому східноєвропейському місті-державі Бессель розслідує вбивство невідомої, яка виявляється Магалією Гірі, іноземної аспірантки, що займалася археологічними розкопками та культурологічними дослідженнями, знайденої мертвою на вулицях Бещеля із спотвореним обличчям. Незабаром він дізнається, що Ґірі був залучений у політичні та культурні потрясіння, пов’язані з Бешелем та його «містом-побратимом» Уль-Кома. Його розслідування, які починаються в його рідному місті Бещель, приводять його до міста-супутника Уль-Кома, щоб допомогти поліції Уль-Коми в їхній роботі. Під час слідства дізнається багато нового і несподіваного для себе про справжній спосіб життя в Бещелі та Уль-Комі, і навіть відкриває краєчок таємниці Проріхи. Згодом він стає вимушеним вільнонайманим працівником на службі в «Проріхи» і врешті-решт поневіряння завершуються дослідженням легенди про Орсіні, третє місто, що існує (відоме раніше лише за чутками та поширене виключно у міських легендах) на незаповнених просторах між Бещелем і Уль-Комою, що вважаються у кожному з двох базових міст, приналежними до міста-сусіда.

## Відгуки
Рецензуючи книгу для Ґардіен, Майкл Муркок робить висновок:
|  | .Як у жодному попередньому романі, автор оспівує та вдосконалює жанр, який він любить і який ніколи не відкидав. На багатьох рівнях цей роман є свідченням його чудової чесності. Міцно тримаючи в руках ідею, яка швидко вислизне з рук менш досвідченого письменника, М’євіль знову доводить, що він такий же розумний, як і оригінальний |

Ендрю Маккей зробив рецензію на книгу для Спектактор і запропонував:
|  | галюцинаторні аспекти книги більше завдячують Борхесу, або, можливо, «Гумкам» (фр. «Les Gommes»), підривній діяльності Алена Роба-Ґріє проти поліцейського. Найбільш вражаюче те, що основна думка М’євіля про те, що всі міські жителі змовляються, ігноруючи реальні аспекти міст, у яких вони живуть – безпритульні, політичні структури, комерційний світ чи те, що речі «призначені для туристів», – речі, ніколи не обробляються. Це найдосконаліший роман М’євіля з часів «Станції покинутих снів» (англ. «Perdido Street Station»). Він заслуговує на аудиторію серед тих, хто втік би за милю від інших його книг: вона також фантастична в необережному, розмовному сенсі. |

## Адаптації
«Місто та місто» був адаптований на сцені у вигляді п’єси Крістофера М. Волша. Прем'єра шоу відбулася в «Lifeline Theatre» у Чикаго в лютому 2013 року  Це рекомендував Джефф . 
У квітні 2018 року Бі-Бі-Сі 2 транслювала адаптацію Тоні Ґрісоні з Дейвідом Морріссі в ролі інспектора Тіадора Борлу. Mammoth Screen – виробнича компанія. Серіал складається з чотирьох епізодів по 60 хвилин.  
Чотирисерійна телевізійна адаптація BBC вийшла в ефір у 2018 році.

## Премії
Сайт "Tor.com" описав «Місто та місто» як «найбільш нагороджену книгу в історії книг» (мається на увазі історія фантастики) до «Допоміжного правосуддя» .  Його нагороди включають премію Г'юго 2010 року за найкращий роман, де він зрівнявся з Паоло Бачігалупі «Дівчина на заводі»» . 
| Year | Award                                             | Result    | Прим.  |
| ---- | ------------------------------------------------- | --------- | ------ |
| 2010 | Премія Артура Кларка                              | Перемога  | [ 13 ] |
| 2010 | Премія Британської науково-фантастичної асоціації | Перемога  | [ 13 ] |
| 2010 | Х'юґо                                             | Перемога  | [ 13 ] |
| 2010 | Меморіальна премія імені Джона Кемпбелла          | Номінація | [ 14 ] |
| 2010 | The Kitschies                                     | Перемога  | [ 14 ] |
| 2010 | Премія «Локус» за найкращий фентезійний роман     | Перемога  | [ 15 ] |
| 2010 | Неб'юла                                           | Номінація | [ 14 ] |
| 2010 | Всесвітня премія фентезі                          | Перемога  | [ 13 ] |
| 2011 | Премія імені Курда Лассвіца                       | Перемога  | [ 14 ] |
| 2012 | Велика премія уяви                                | Перемога  | [ 14 ] |
| 2013 | Премія «Ігнотус»                                  | Перемога  | [ 14 ] |